# Tubo di calore

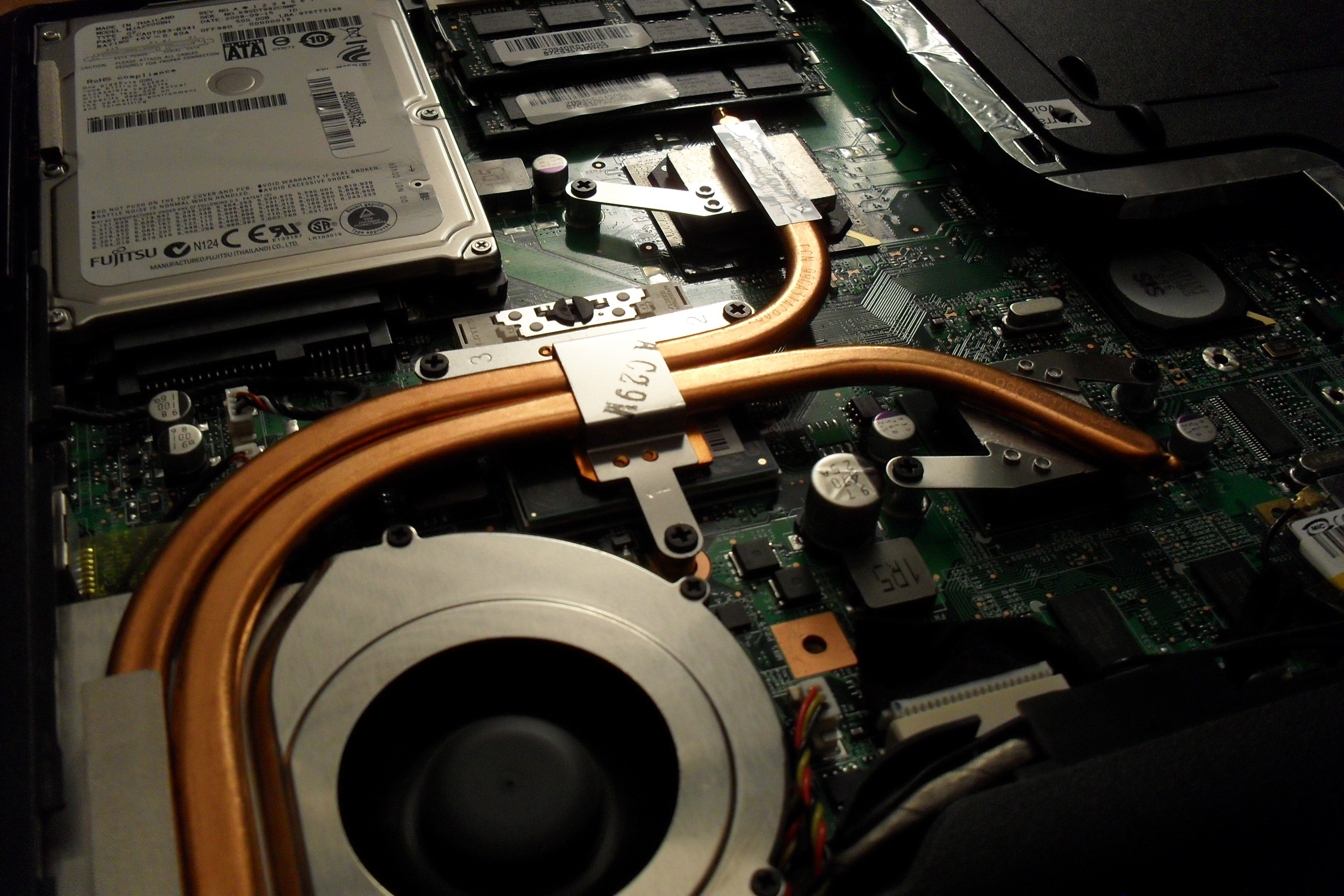
Una heat pipe come sistema di raffreddamento di un PC portatile

Un tubo di calore o heat pipe è un dispositivo preposto allo scambio termico per trasferire/trasmettere anche grandi quantità di calore da una sorgente a temperatura maggiore A (sorgente termostatata calda) ad un'altra a temperatura minore rispetto alla precedente B (sorgente termostatata fredda) e viceversa, potendo sfruttare anche lievissime differenze della temperatura per conseguire la trasmissione termica, senza ulteriore apporto d'energia dall'esterno.

## Costruzione e funzionamento
Un heat pipe (v. figura) è tipicamente composto da una coppia concentrica di tubi di metallo (cilindri cavi) termoconduttori, ad esempio in rame o alluminio, dove quello esterno di contenimento è sigillato e contiene una certa quantità di fluido refrigerante, quali acqua, etanolo o mercurio a seconda delle applicazioni specifiche cui verrà destinato; il resto del tubo è riempito unicamente dal vapore del liquido stesso, di modo che non siano presenti altri gas.
Il fenomeno fisico per cui è possibile lo scambio termico tra le sorgenti senza nessun altro apporto energetico esterno si basa unicamente sui passaggi di stato di evaporazione (da liquido a gassoso) e condensazione (cambiamento di stato inverso, da gassoso a liquido) del liquido refrigerante interno.
Un'estremità calda del tubo, a contatto con la sorgente di calore A, riscaldandosi cede calore al liquido refrigerante interno che, evaporando, aumenta la sua pressione di vapore; inoltre il calore latente di evaporazione assorbito nel passaggio di stato da liquido ad aeriforme porta ad una diminuzione della temperatura sull'interfaccia calda del cilindro in contatto con A.
La pressione del vapore vicino all'estremo caldo A è più alta di quella d'equilibrio all'altro estremo freddo B, pertanto tale gradiente fa sì che ci sia un trasferimento molto veloce di calore (grazie al secondo tubo concentrico interno) tra le due sorgenti A e B tramite un meccanismo di convezione basato sull'evaporazione in A e sulla condensazione in B del vapore in eccesso rispetto all'equilibrio a quella temperatura.
Il liquido refrigerato rifluisce quindi sull'estremo caldo del tubo lambendo la parete interna del tubo di contenimento stesso: se l'heat pipe è orientata verticalmente (con l'estremo caldo in basso) è sufficiente la forza di gravità, altrimenti può essere tecnicamente sfruttata l'azione di capillarità della superficie interna della parete del cilindro anzidetto.
Qualora fossero presenti gas differenti dal vapore del liquido contenuto nell'heat pipe, questi creerebbero una perdita d'efficienza del processo di scambio termico dovuto al fatto che le temperature d'evaporazione e condensazione sono differenti, comportando un rallentamento sul movimento del vapore sopra descritto e rendendo di fatto meno efficiente il trasferimento di calore, specialmente a temperature basse dove la pressione del vapore è bassa anch'essa.
Il moto delle molecole di vapore è approssimativamente quello della velocità del suono (variabile da aeriforme ad aeriforme; ad es. per l'aria siamo intorno ai 340.3 m/s in c.n. di 101325 Pa e 288.15 K) e, in assenza di altri gas, questa è la velocità di trasferimento limite del calore nell'heat pipe: in pratica però la velocità delle molecole di vapore dipende dalla velocità di condensazione del vapore stesso all'estremo freddo.
Nella fabbricazione non c'è necessità di creare il vuoto nel condotto: è sufficiente far bollire il liquido di riempimento nell'heat pipe affinché il vapore che ne risulta faccia uscire dal condotto tutti i gas non desiderati; quindi si procede a sigillarne l'estremità.

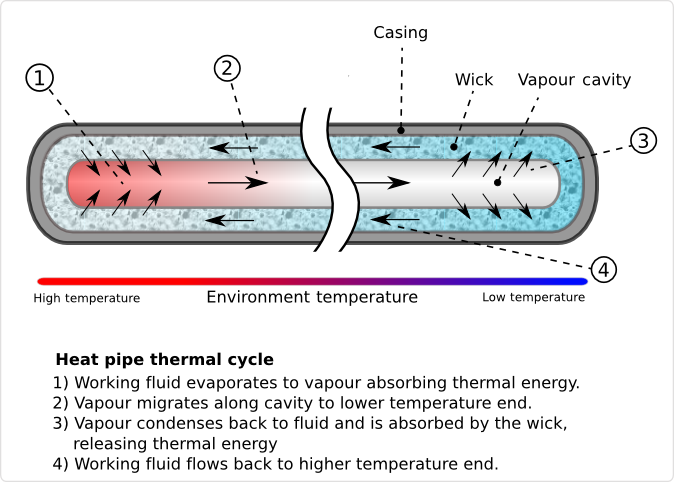
Diagramma raffigurante il funzionamento di un heat pipe

Una proprietà notevole di un heat pipe è la temperatura di funzionamento (cioè la temperatura di ebollizione, quella intorno alla quale l'heat pipe è efficiente). Ad una prima impressione, si potrebbe ritenere che una heat pipe caricata con acqua possa funzionare solo a 100 °C all'estremità calda, temperatura in cui l'acqua normalmente bolle e inizia il trasferimento di massa che è alla base del funzionamento. Si deve però notare che la temperatura di ebollizione per una data sostanza dipende dalla pressione, e che all'aumentare di quest'ultima la temperatura di ebollizione aumenta conseguentemente. In effetti in un condotto in cui sia stato creato il vuoto e successivamente inserita una quantità di acqua molto ridotta, la temperatura di ebollizione si avvicina agli 0 °C, mentre se l'acqua è messa in pressione nel tubo a un centinaio di atmosfere, la temperatura di ebollizione può salire oltre i 300 °C.
La ragione principale dell'efficienza delle heat pipe dipende dalla evaporazione e condensazione del liquido contenuto, che richiede o rilascia molta più energia di quella richiesta per il semplice cambiamento di temperatura. Usando l'acqua come esempio, l'energia necessaria a far evaporare un grammo di liquido è equivalente all'ammontare di energia necessaria per innalzare la temperatura dello stesso grammo d'acqua di 540 °C. Quasi tutta l'energia viene trasferita rapidamente all'estremità fredda quando il fluido vi si condensa, creando un sistema di trasferimento di calore molto efficiente e privo di parti meccaniche in movimento.
La parete interna del tubo è fatta in modo da favorire la risalita per capillarità del fluido refrigerante; ciò può essere realizzato, ad esempio, applicando metallo in polvere sulla superficie interna del tubo per sinterizzazione (sintered pipe), oppure ricavando una serie di scanalature longitudinali parallele all'asse del tubo (grooved pipe), o ancora una paglia metallica 'spugnosa' o una rete fittissima dello stesso materiale costituente il tubo (meshed pipe), o con una combinazione delle tecniche precedenti: va comunque precisato che, in linea di principio, potrebbe essere il materiale di cui è fatto il tubo a favorire la risalita per capillarità del refrigerante.
Se l'heat pipe è inclinato con l'estremità riscaldata in basso non è indispensabile alcun rivestimento delle pareti interne. In questo caso il fluido refrigerante rifluisce semplicemente giù lungo il tubo: questo tipo di heat pipe è conosciuto come tubo di Perkins.
Gli heat pipe non contengono parti in movimento e quindi non richiedono manutenzione, anche se heat pipe nei quali il fluido refrigerante è un gas senza condensazione possono perdere gas per diffusione attraverso le pareti del tubo e alla lunga perdere efficacia, specialmente quando la pressione del vapore del fluido refrigerante è bassa.
Il metallo con il quale è fatto l'heat pipe e il refrigerante contenuto sono scelti in base alle condizioni termiche in cui l'heat pipe deve funzionare; i refrigeranti variano dall'elio liquido per applicazioni a temperatura estremamente basse al mercurio per applicazioni a temperatura elevata; tuttavia, per motivazioni d'economia e smaltimento, la maggior parte dei condotti termici usa l'ammoniaca (in tal caso non dev'essere assolutamente usato però il rame!) o l'acqua come fluido operante.
L'heat pipe è molto efficiente nel trasferire calore, molto più di un condotto di rame pieno con la stessa sezione. Sono stati registrati flussi termici maggiori di 230 MW/m² (quasi 4 volte il flusso termico che passa dalla superficie del Sole).
Lo spessore delle pareti del condotto dipende dalla pressione massima interna prodotta dalla vaporizzazione del fluido refrigerante che l'heat pipe deve essere in grado di sopportare con sicurezza. La pressione totale nell'heat pipe può essere controllata regolando la quantità di fluido refrigerante contenuta nel tubo. Per esempio, consideriamo un heat pipe che abbia come fluido refrigerante l'acqua che, passando dallo stato liquido a quello aeriforme alla pressione di 1 atmosfera, si espande occupando 1600 volte il volume originale. Se 1/1600 del volume interno dell'heat pipe è riempito di acqua, quando tutto il liquido sarà vaporizzato, la pressione interna sarà di un'atmosfera. Se la pressione di sicurezza del tubo in questione è per esempio 5 atmosfere, si può dunque riempire il tubo con una quantità di acqua uguale a 5/1600 del volume interno.

## Camera di Vapore (tubi di calore piatti)

Questa animazione di un dissipatore di calore a camera di vapore da 100 mm x 100 mm x 10 mm è stata creata utilizzando un'analisi CFD ad alta risoluzione e mostra traiettorie di flusso in base alla temperatura.

Gli heat pipe piatti sottili (spalmatori di calore) sono fatti essenzialmente come gli heat pipe cilindrici: sono composti da un recipiente cavo, ermeticamente sigillato, contenente un fluido refrigerante e da un sistema capillare chiuso di ricircolazione del fluido.

Gli heat pipe piatti trasportano meglio il calore attraverso le superficie degli heat pipe cilindrici (efficienti soprattutto nel trasferimento lineare, unidimensionale, di calore) e di conseguenza possono essere molto più sottili di questi (fino a 500 micrometri).

Gli heat pipe piatti sottili stanno quindi avendo molto successo nelle applicazioni in cui è necessario smaltire ingenti quantità di calore rispettando alcuni limiti geometrici, come ad esempio nei computer portatili.

## Origini
Il principio generale dei condotti termici che sfruttano solo la forza di gravità risale all'epoca del vapore (fine Settecento - inizio Ottocento); il vantaggio di sfruttare la diffusione per capillarità nei condotti termici fu notato per primo da George Grover al laboratorio nazionale di Los Alamos nel 1963; un articolo relativo all'argomento fu successivamente pubblicato nella rivista Physics, nel 1964.

## Limitazioni
Gli heat pipe devono essere adeguati alle condizioni di funzionamento: il materiale di cui è composto il cilindro, le sue misure ed il tipo di fluido refrigerante hanno un effetto sulle temperature ottimali in cui gli heat pipe possono funzionare.
Quando viene riscaldato oltre una determinata temperatura, tutto il fluido refrigerante nel condotto termico evapora ed il processo di condensazione cessa; in tali circostanze, l'heat pipe conduce calore solamente attraverso il metallo del cilindro; tale conduzione è però molto esigua rispetto a quella trasferita dal meccanismo vaporizzazione/condensazione. Ad esempio, se il cilindro, come la maggior parte degli heat pipe, è di rame (un metallo ad altissima conducibilità) e viene riscaldato oltre la temperatura massima di esercizio, continuerà a condurre il calore solo per la conducibilità del metallo stesso che, pur elevata, sottrarrà solo circa 1/80 del calore trasferito a condensazione.
In sintesi: se si supera la temperatura di ottimale funzionamento (vaporizzazione/condensazione) la sottrazione di calore, pur continuando in piccola misura, crolla a valori molto bassi.